# Арбогаст (военный магистр)
Флавий Арбогаст (лат. Flavius Arbogastes; умер в 394) — римский полководец франкского происхождения в конце IV века, занимал пост командующего всеми войсками (magister militum) в западной части Римской империи в 388—394 годах при императоре Валентиниане II.

## Биография

### При императоре Валентиниане II
Император Грациан назначил франка Арбогаста в помощники своему полководцу Бавтону, тоже франку. Как замечает Зосима, оба военачальника из варваров пользовались большим авторитетом среди солдат из-за их неподкупности, храбрости и равнодушию к богатствам. Имя Арбогаста впервые появляется в истории при описании сражений с готами ок. 380 года во Фракии.
Когда узурпатор Магн Максим убил правящего императора Грациана в 383 году и выгнал императора-соправителя Валентиниана II в 387, Арбогаст сохранил верность низвергнутому императору и возвысился в 388 после разгрома Максима войсками Феодосия Великого, императора восточной части Римской империи. Юный Валентиниан II был восстановлен на троне, а Арбогаст возглавил его войска (после смерти Бавтона). Зосима утверждает, что Арбогаст не был назначен, а захватил пост командующего войсками, пользуясь симпатиями солдат.
Сократ Схоластик охарактеризовал Арбогаста как человека «со свирепым и жестоким нравом». Повзрослевший Валентиниан тоже не отличался сдержанностью и вступал в конфликты с всемогущим военачальником. По словам Филосторгия,
«разговаривая однажды во дворце с Арбогастом и будучи приведен его словами в гнев, он хотел было обнажить меч против военачальника, но был удержан, так как телохранитель, у которого он попытался выхватить меч, удержал его.» Зосима передаёт другую историю. По его словам Валентиниан, раздосадованный независимым поведением полководца, передал Арбогасту указ о его смещении с поста командующего войсками. Тот прочитал и разорвал указ со словами: «Не ты мне давал командование, не тебе лишать его». После чего, по мнению некоторых писателей, Валентиниан и попытался выхватить меч.
О бессилии императора и фактическом правлении Арбогаста сообщает Александр Сульпиций, чей труд известен только в цитатах Григория Турского:

«Когда император Валентиниан, запершись во дворце под Вьенном, вел почти только частную жизнь, то всю заботу о военном деле передали франкским наемникам, а ведение гражданских дел было поручено Арбогасту. Среди всех воинов, принявших военную присягу, нельзя было найти ни одного, который решился бы выполнить личное указание императора или его распоряжение.»

### При императоре Евгении
Ненависть между императором и его полководцем стала проявляться открыто. Валентиниан посылал частые письма своему покровителю Феодосию Великому с жалобами на Арбогаста и просьбой о помощи. Арбогаст также колебался, как ему поступить, пока наконец не решился на устранение императора. В мае 392 года во Вьенне императора Валентиниана обнаружили повешенным. Филосторгий передаёт эту историю так:

«Тогда Арбогаст не стал больше расспрашивать, но впоследствии в Виенне Галльской, увидев, что император после второго завтрака, в полдень, в укромном месте дворца забавляется с шутами пусканием в реке пузырей, подослал к нему нескольких телохранителей, которые, воспользовавшись тем, что никого из императорских слуг, ушедших тогда завтракать, рядом не было, руками зверски удавили несчастного. А чтобы кто-нибудь не стал искать виновников убийства, душители, надев ему на шею платок в виде петли, повесили его, чтобы казалось, будто он удавился по своей воле.»

По словам Зосимы Арбогаст в присутствии солдат лично нанёс смертельную рану императору.
Преемником Валентиниана в августе 392 года был провозглашен государственный секретарь, христианин Евгений, личный друг Арбогаста. Занимая при новом императоре, которого Феодосий Великий немедленно счёл узурпатором, тот же пост, Арбогаст в союзе с сенатской аристократией способствовал языческой реставрации в Западной империи. Так, Паулин в «Житии св. Амвросия» сообщает, будто Арбогаст, отправляясь на войну с Феодосием, обещал превратить одну из церквей в столице (Медиолане) в конюшню, а монахов отправить в солдаты.

### Падение Арбогаста
Император Феодосий назначил в соправители вместо убитого Валентиниана своего сына Гонория, и в 394 году двинул войска, чтобы сместить Евгения. 6 сентября 394 года на реке Фригид (в совр. Словении) состоялось генеральное сражение.
В начале битвы Арбогасту удалось разгромить большой отряд Феодосия, состоящий из готов-федератов, но некоторые из его военачальников решили перейти к Феодосию. Император Евгений был захвачен и казнён, Арбогасту удалось бежать в горы. По сообщению Сократа Схоластика, 8 сентября 394 года Арбогаст покончил жизнь самоубийством:

«Это [поражение] произошло в шестой день месяца сентября, в третье консульство Аркадия и во второе Гонория. Виновник всего зла Арбогаст, два дня убегавший от преследования войска Феодосия, видя, что ему не остается никакого средства к спасению, умертвил себя собственным мечом.»

Клавдиан добавляет подробностей о гибели полководца. По его словам, Арбогаст собственноручно пронзил бок двумя мечами.